# Alex Muralha
Alex Muralha (ur. 10 listopada 1989) – brazylijski piłkarz występujący na pozycji bramkarza.

## Kariera piłkarska
Od 2010 roku występował w Votoraty, Comercial, Cuiabá, Shonan Bellmare, Mirassol, Figueirense i CR Flamengo.